# Sonnets de l'amour obscur
Sonetos del amor oscuro
Les Sonetos del amor oscuro (en français: Sonnets de l'amour obscur), sont un recueil de poèmes écrits dans les dernières années de la vie du poète espagnol Federico García Lorca (1898–1936).
Ils sont publiés à titre posthume.

## Inspiration
Le footballeur Rafael Rodríguez Rapún, mort au combat pendant la guerre d'Espagne, est, selon l'historien irlandais Ian Gibson « le plus profond amour de Lorca». Il est possible que cette œuvre fut inspirée de cette relation. D'autres sources citent l'écrivain Juan Ramírez de Lucas.

## Historique
Les héritiers de Lorca conservent les Sonnets pendant des années. Ils sont publiés au début des années 80, pendant la transition démocratique espagnole, bien des années après l'assassinat du poète et de la mort de Franco. Ces poèmes sont considérés aujourd'hui comme l'une des œuvres phares de la production du grand poète espagnol.

## LesSonnets

### Sonetos
Publiés en 1981
- En la muerte de José de Ciria y Escalante
- Soneto de homenaje a Manuel de Falla ofreciéndole unas flores
- Soneto a Carmela Cóndon, agradeciéndole unas muñecas
- Adam
- Soneto [Yo sé que mi perfil será tranquilo]
- El poeta pregunta a su amor por la "Ciudad Encantada" de Cuenca
- Soneto gongorino en que el poeta manda a su amor una paloma
- El poeta dice la verdad
- Soneto de la dulce queja
- El poeta pide a su amor que le escriba
- Epitafio a Isaac Albéniz
- A Mercedes en su vuelo

### Sonetos del amor oscuro
Publiés en 1983
- Soneto de la guirnalda de rosas
- Soneto de la dulce queja
- Llagas de amor
- Soneto de la carta (El poeta pide a su amor que le escriba)
- El poeta dice la verdad
- El poeta habla por teléfono con el amor
- El poeta pregunta a su amor por la "Ciudad Encantada" de Cuenca
- Soneto gongorino en que el poeta manda a su amor una paloma
- ¡Ay voz secreta del amor oscuro!
- El amor duerme en el pecho del poeta
- Noche del amor insomne